# Ігнасіо Трельєс Кампос
Ігнасіо Трельєс Кампос (ісп. Ignacio Trelles Campos, 30 липня 1916, Гвадалахара — 24 березня 2020, Мехіко) — мексиканський футболіст, що грав на позиції півзахисника. По завершенні ігрової кар'єри — тренер. Чотириразовий чемпіон Мексики, семиразовий чемпіон Мексики — як тренер.

## Ігрова кар'єра
У футболі дебютував 1932 року виступами за команду «Некакса», в якій провів одинадцять сезонів. За цей час чотири рази виборював титул чемпіона Мексики. Згодом з 1943 по 1948 рік грав у складі команд «Клуб Америка», «Монтеррей» та «Чикаго Вікінгс».
Завершив ігрову кар'єру у команді «Клуб Америка», у складі якої вже виступав раніше. Повернувся до неї 1948 року, захищав її кольори до припинення виступів на професійному рівні у 1949.

## Кар'єра тренера
Розпочав тренерську кар'єру невдовзі по завершенні кар'єри гравця, 1950 року, очоливши тренерський штаб клубу «Сакатепек». 1953 року став головним тренером команди «Марте», тренував команду з Куернаваки один рік.
Згодом протягом 1957, 1960–62, 1964-69 років очолював тренерський штаб національної збірної Мексики. 1966 року був запрошений керівництвом клубу «Толука» очолити його команду, з якою пропрацював до 1968 року.
1975 року знову став головним тренером команди Мексики, тренував збірну один рік.
Згодом протягом 1977—1982 років очолював тренерський штаб клубу «Крус Асуль». 1983 року прийняв пропозицію попрацювати у клубі «Клуб Америка». Залишив команду з Мехіко 1985 року. Протягом тренерської кар'єри також очолював команди «Леонес Негрос» та «Пуебла».
Останнім місцем тренерської роботи була збірна Мексики, головним тренером якої Ігнасіо Трельєс Кампос був з 1990 по 1991 рік.

### Статистика міжнародних матчів
|           | \| Рік \| Матчів \| В \| Н \| П \| \| --------- \| ------ \| -- \| -- \| -- \| \| 1957 \| 2 \| 1 \| 1 \| 0 \| \| 1960—1962 \| 27 \| 11 \| 7 \| 9 \| \| 1965—1969 \| 56 \| 28 \| 15 \| 13 \| \| 1975—1976 \| 13 \| 5 \| 3 \| 5 \| \| 1990—1991 \| 8 \| 5 \| 1 \| 2 \| \| Разом[3] \| 106 \| 50 \| 27 \| 29 \| |    |    |    |
| Рік       | Матчів | В  | Н  | П  |
| 1957      | 2 | 1  | 1  | 0  |
| 1960—1962 | 27 | 11 | 7  | 9  |
| 1965—1969 | 56 | 28 | 15 | 13 |
| 1975—1976 | 13 | 5  | 3  | 5  |
| 1990—1991 | 8 | 5  | 1  | 2  |
| Разом     | 106 | 50 | 27 | 29 |

Помер 25 березня 2020 року на 104-му році життя у місті Мехіко.

## Титули і досягнення

### Як гравця
- Чемпіон Мексики (4):

«Некакса»: 1932–1933, 1934–1935, 1936–1937, 1937–1938
- Володар кубка Мексики (2):

«Некакса»: 1932–1933, 1935–1936

### Як тренера
- Чемпіон Мексики (7)[5]:

«Марте»: 1953–1954
«Сакатепек»: 1954–1955, 1957–1958
«Толука»: 1966–1967, 1967–1968:
«Крус Асуль»: 1978–1979, 1979–1980
- Володар кубка Мексики (2)[6]:

«Сакатепек»: 1956–1957, 1958–1959
- Володар Суперкубка Мексики (4):

«Марте»: 1954
«Сакатепек»: 1958
«Толука»: 1967, 1968
- Переможець Чемпіонату націй КОНКАКАФ: 1965
- Срібний призер Чемпіонату націй КОНКАКАФ: 1967
- Переможець Панамериканських ігор: 1967
- Переможець Кубка націй Північної Америки: 1991